# La 25
La 25 fue un grupo musical de rock argentino, característica de la escena del género rock stone de Argentina. Fue creado en 1996 y se disolvió en 2021.

## Historia
Su historia comenzó en el año 1996 en la ciudad de Quilmes cuando un grupo de amigos fanáticos del grupo musical británico The Rolling Stones juntó dinero para comprar una remera que Mick Jagger había usado en un concierto años atrás. 
Esta misma tenía estampado el número 25, y a partir de allí ese grupo de amigos empezó a hacerse conocido como "los pibes de la 25". Ese mismo año comienzan a tocar, debutando en un bar llamado "Viva María" interpretando solamente dos canciones.
A fines del año 2001 sale a la venta su primer trabajo discográfico titulado La veinticinco rock and roll. El CD está compuesto por 12 canciones, la más destacada es «Sucio sheriff» ya que para su promoción se editó un video musical.
Así es el rock and roll es el nombre de la segunda placa discográfica del grupo 
La 25. Sale a la venta en el año 2002 y las canciones «Chico común» y «Mil canciones» son adaptadas en videos musicales.
A partir de este disco la banda cobra popularidad, y al año siguiente es presentado en el Estadio Obras Sanitarias con una fecha doble que superó el récord de convocatoria que habían tenido hasta ese momento (su mayor audiencia había sido durante un recital de Viejas Locas ante más de 4 mil personas).
En el año 2004 graban un nuevo CD, que sale a la venta bajo el nombre de Con el rock en las venas. «Solo voy» es la canción más popular de todo el disco, ya que de la misma se produce un video musical protagonizado por el actor Luis Luque y cuenta con la aparición del locutor Norberto Verea.
Entre el año 2003 y 2005 realizan una gira musical a nivel nacional, con el objetivo de registrar las canciones para su nuevo álbum: Ruta 25. El cuarto trabajo discográfico sale a la venta en el año 2005 con 12 canciones registradas en vivo (uno por cada concierto) y 3 en estudio. Además, es presentado en el estadio Luna Park.
En el año 2006, la banda alcanza su mayor grado de popularidad: son llamados para participar de los festivales Cosquín Rock y Gessell Rock y también telonean al grupo británico The Rolling Stones tocando en el estadio de River Plate durante su visita a Argentina en la presentación de su gira musical A Bigger Bang Tour.
Ese mismo año, sale a la venta el álbum Mundo perfecto. 
Su baterista, "Mingo", abandonó la banda y es reemplazado por Noly Verón, ex-batero de las bandas metaleras Rapier y Necrophiliac, bandas de la misma zona de Berazategui. Además las canciones reflejan una apertura musical muy poco vistas en los anteriores trabajos discográficos, ya que se pueden encontrar canciones con estilos como el jazz o la música country. Surgen 3 videos musicales con canciones de esta placa discográfica.
El sexto trabajo discográfico de La 25 sale a la venta en el año 2008. 
Se tituló Mundo imperfecto y continúa con el concepto y la temática del disco anterior: un mundo cambiante invadido por la tecnología. 
Entre el año 2008 y 2009 se produce el alejamiento del baterista de la banda (Noly) y del bajista "Ponch", quien había sido uno de los fundadores y principal cocompositor en muchas de las canciones del grupo musical.
Para el 2010 la banda graba su primer CD+DVD completamente en vivo. El mismo fue titulado S.H.O.C. (Siempre habrá otro camino). 
Es grabado y filmado en una presentación en el teatro de Flores un 4 de mayo ante solamente 300 personas en un concierto donde se versionan sus canciones agregando una sección de vientos y de cuerdas. 
Como reemplazo en el bajo ingresan Diego Reinholz y en batería a Noly lo suplanta Marcio Gaete (ex percusionista de la banda). El concierto es abierto por una narración del Ruso Verea y contiene dos nuevas canciones: «25 horas» y «Como un extraño».
El 9 de diciembre de 2011 la banda regresa a Obras y comienza con su gira "2515". La misma se llevó a cabo durante todo el año 2012, festejando los 15 años de trayectoria de la banda. Esta gira culminó con la presentación del grupo musical en el estadio Islas Malvinas (All Boys) el 22 de diciembre de 2012.
Entre marzo y julio del año 2013 se grabó su nuevo material discográfico, titulado El origen. El mismo salió a la venta el 17 de octubre del corriente año. Cuenta con la producción artística de Jimmy Rip y Nelson Pombal. Además, fue grabado entre Buenos Aires y Nueva York. Durante este año, el baterista Heber Darío Vicente ingresa a La 25, ocupando el lugar de Marcio.
Luego de una extensa gira musical de presentación del álbum, el 6 de diciembre de 2015 La 25 se presentó en el microestadio Malvinas Argentinas con el fin de registrar su tercer álbum en vivo, que saldrá en formato DVD+CD (siendo el primer DVD de un concierto común de la banda, a diferencia del íntimo y versionado S.H.O.C.). En marzo de 2016 se anunció que este nuevo trabajo, titulado Vivo X La 25 saldrá a la venta en mayo del corriente año. Finalmente, el nuevo DVD+CD doble salió a la venta el día 20 de mayo, y además fue publicado ese mismo día en diferentes plataformas virtuales.
Entre mayo de 2017 y marzo de 2018 la banda comenzó darle forma a su décimo álbum. Denominado Entre cuervos y chacales, el trabajo discográfico del grupo que (contó con Jimmy Rip como productor) salió a la venta el día 27 de abril, y tendrá su presentación oficial el 9 junio en el Estadio Cubierto Malvinas Argentinas.

## Integrantes

### Músicos principales
- Mauricio "Junior" Lescano: Voz y guitarras (1996-2021).
- Marcos Lescano: Guitarras y coros (1996-2021).
- Hugo Rodríguez: Guitarras y coros (1996-2021).
- Diego Reinholz: Bajo y coros (2008-2021).
- Heber Darío Vicente: Batería (2013-2021).

### Otros músicos
- Darío "Rodia" Bruschi: Guitarra acústica.
- Ricardo Palumbo: Teclados.
- Juan Ildarraz: Armónica.
- Romina Fernández: Saxo tenor.
- Adrián Piro: Saxo tenor.
- Facundo Farelo: Percusión.
- Germán Solari: Trompetas.
- Miguel De Palma: Teclados.

### Exintegrantes
- Alejandro "Mingo" Ender: Batería (1996-2006).
- Pablo "Ponch" Poncharelo: Bajo y coros (1996-2008).
- Noly Verón: Batería (2006-2008).
- Marcio Gaete: Batería (2008-2013).
- Claudio Sanguchito: Armónica.
- Araña Blanca: Percusión.
- Chilly Willy: Teclados.
- Ignacio Piccinni: Violín.
- Miguel De Palma: Teclados.

## Discografía
|                                      | Fecha de publicación | Grabación          |
| ------------------------------------ | -------------------- | ------------------ |
| La Veinticinco Rock and Roll         | 2001                 | Estudio            |
| Así es el rock and roll              | 2002                 | Estudio            |
| Con el rock en las venas             | 2004                 | Estudio            |
| Ruta 25                              | 2005                 | En vivo/Estudio    |
| Mundo Perfecto                       | 2006                 | Estudio            |
| Mundo Imperfecto                     | 2008                 | Estudio            |
| S.H.O.C. (Siempre habrá otro camino) | 2010                 | En vivo (CD + DVD) |
| El Origen                            | 2013                 | Estudio            |
| Vivo X La 25                         | 2016                 | En vivo (CD + DVD) |
| Entre cuervos y chacales             | 2018                 | Estudio            |